# Mohammad Hossein Naghdi
Mohammad Hossein Naqhdi  (en persa محمدحسین نقدی) (Yazd, 1952, 16 de marzo de 1993) fue el ex encargado de negocios de la embajada iraní en Italia, quien dejó la embajada en marzo de 1982 y en 1984 se convirtió en el representante del Consejo Nacional de Resistencia de Irán en Italia. Fue asesinado en Italia el 16 de marzo de 1993.

## Vida y educación
Mohammad Hossein Naqdi nació en 1951 en Yazd. Durante sus días de estudiante, en los últimos años de la década de 1960, fue arrestado y encarcelado varias veces debido a las protestas estudiantiles y su apoyo al movimiento estudiantil. Después de terminar sus estudios universitarios, trabajó como geólogo en la Compañía Nacional de Petróleo de Irán y en los años 1970 y 1971 en la Organización de Energía Atómica. En 1980 viajó a Italia gracias a una beca y completó un curso de especialización en la Escuela de Administración de Milán.

## Actividades
Después de terminar sus estudios en Italia y regresar a Irán, fue empleado del Ministerio de Relaciones Exteriores y en 1981 se desempeñó como encargado de negocios de la Embajada de Irán en Roma. El 19 de abril de 1982, en oposición a Jomeini y defendiendo los ideales de democracia y libertad, decidió separarse del Irán y entregó su pasaporte diplomático a las autoridades italianas, asumiendo la representación del Consejo Nacional de Resistencia en Italia.
Participó activamente entre los políticos italianos y los miembros del Parlamento italiano en apoyo del Consejo Nacional de Resistencia. Una de sus últimas acciones en el campo diplomático fue conseguir el apoyo de más de 300 parlamentarios italianos al Consejo Nacional de Resistencia y publicar su declaración conjunta. Trabajó en organizaciones internacionales contra el gobierno iraní.

## Asesinato
El 16 de marzo de 1993 a las 09:30 horas, cuando Naqdi se dirigía a su lugar de trabajo en el barrio romano de Monte Sacro, dos desconocidos que viajaban en una Vespa armados con armas automáticas se acercaron a su automóvil y le dispararon.
Según informes policiales, Naqdi recibió un disparo en la cabeza y el cuello y murió antes de llegar al hospital. El arma utilizada era una ametralladora Scorpion 65.7 equipada con silenciador, cuyo número de serie había sido cancelado, y fue encontrada esa tarde en un cubo de basura en via Monte Rotta en Roma.
Según informó el diario La Repubblica, la investigación arrojó que el asesinato fue perpetrado por agentes de la República Islámica de Irán.

## Fondo
La esposa de Naqdi, Ferminia Moroni, dijo que tres días antes del incidente, el 13 de marzo, Hamid Parandeh junto con otra persona amenazaron de muerte a Naqdi.
Uno de los autores de este magnicidio fue Hamid Parandeh, el diplomático de la República Islámica en Italia, que estuvo a cargo del código en la embajada iraní en Bonn durante tres años, y que es conocido como sospechoso por la policía alemana e italiana. Unos días antes del asesinato, el 8 de enero de 1993 (dos meses antes del asesinato) entró en Roma con el pasaporte diplomático 010236 y presentó su dirección a las autoridades italianas, la Embajada de la República Islámica de Irán.
El 9 de marzo, dos personas llamadas Hossein Nisavi, nacido en Isfahan, de 35 a 40 años, y Ahmed Kalami Hajabadi, ingresaron a Roma y fueron desde Parandeh a la embajada iraní. Estas dos personas salieron de Roma el 16 de marzo de 1993, dos días después del magnicidio.

## Monumento
Los alcaldes de Roma colocaron una placa conmemorativa en el lugar del intento de asesinato, que dice: "Mohammed Hossein Naqdi, un representante de la resistencia de Irán contra la dictadura de Jomeini, fue asesinado en esta plaza", conmemorando los hechos ocurridos en Roma el 16 de marzo de 1993.